# 頼母子のシダレザクラ
頼母子のシダレザクラ（たのもしのシダレザクラ）は、群馬県邑楽郡板倉町海老瀬にあるシダレザクラの巨樹。板倉町指定文化財（天然記念物）。

## 概要
頼母子地籍にある薬師堂境内に16メートルの高さでそびえる。幹周りは約2.5メートルで、枝幅は約9メートルに及ぶ。樹齢は250年と推定されている。樹種はウバヒガンの一変種である。シダレザクラとしては町内随一の大きさを誇り、1986年（昭和61年）12月6日付けで町の天然記念物に指定されているが、町民以外にはあまり知られていない。
古くは当地を訪れた空海（弘法大師、774年 - 835年）が地面に突き立てた杖が根を張り、やがて花をつけたという。
例年の開花時期は3月下旬から4月上旬。花は淡い紅白色である。開花時期は夜間ライトアップされ、夜桜が鑑賞できる。

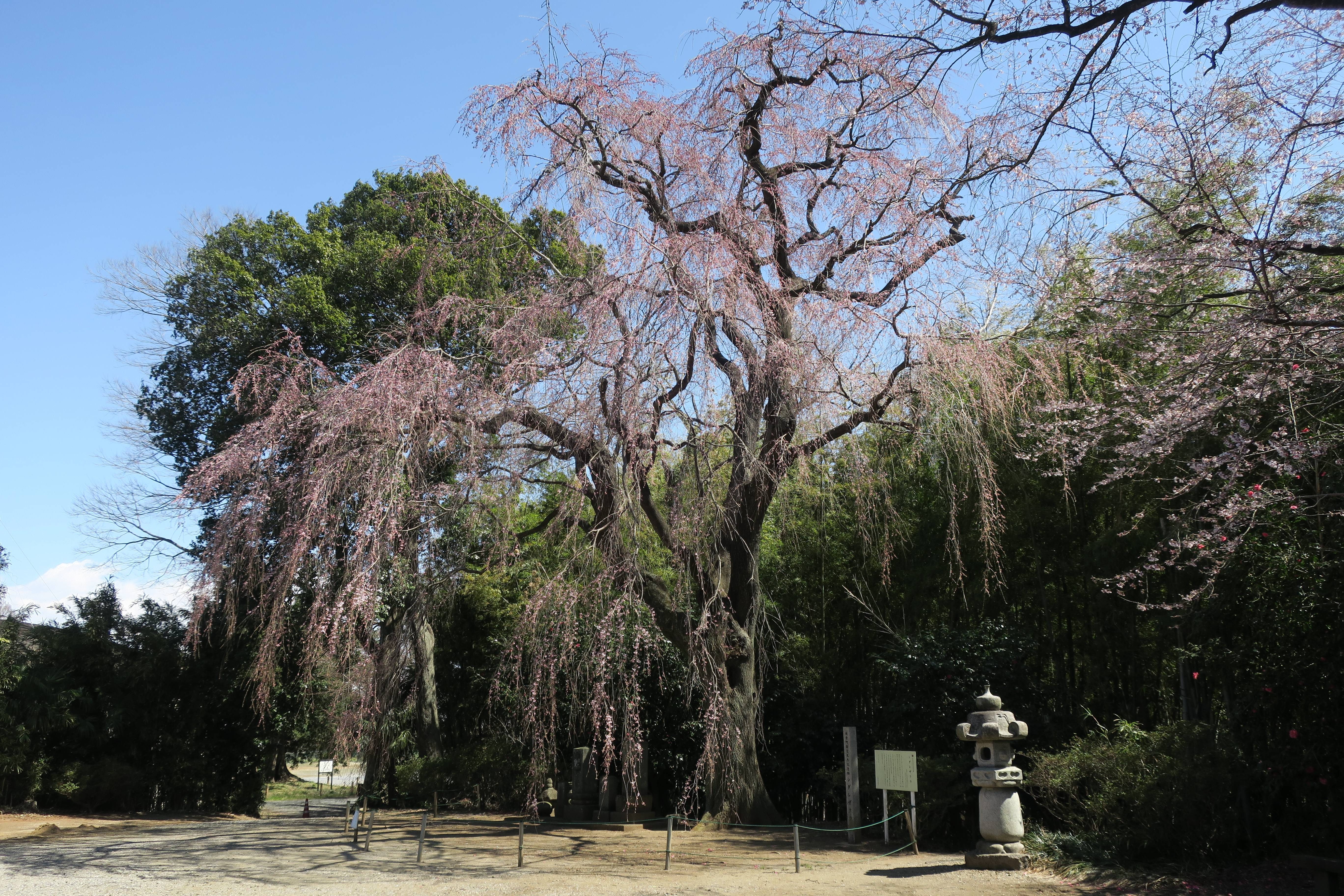
全景（開花直前）

## 交通アクセス
公共交通機関
東武日光線・板倉東洋大前駅が最寄りの鉄道駅である。
自家用自動車
東北自動車道・館林インターチェンジから自動車で15分間。
頼母子のシダレザクラの所在地について、板倉町が検索用として示す住所は「板倉町海老瀬5959番地の1」（引用）である。